# Kamienica Dolna
Kamienitsa Dolna est un village de Pologne dans le district de Brzostek (gmina), partie du Powiat de Dębica, Voïvodie des Basses-Carpates, dans le sud-est de la Pologne. Il se situe à environ 6 kilomètres au nord-ouest de Brzostek (Basses-Carpates), à 17 kilomètres au sud de Dębica, et à 49 kilomètres à l'ouest de la capitale régionale de Rzeszów. Près de la frontière avec la Slovaquie.